# Joana Maria Gorvin

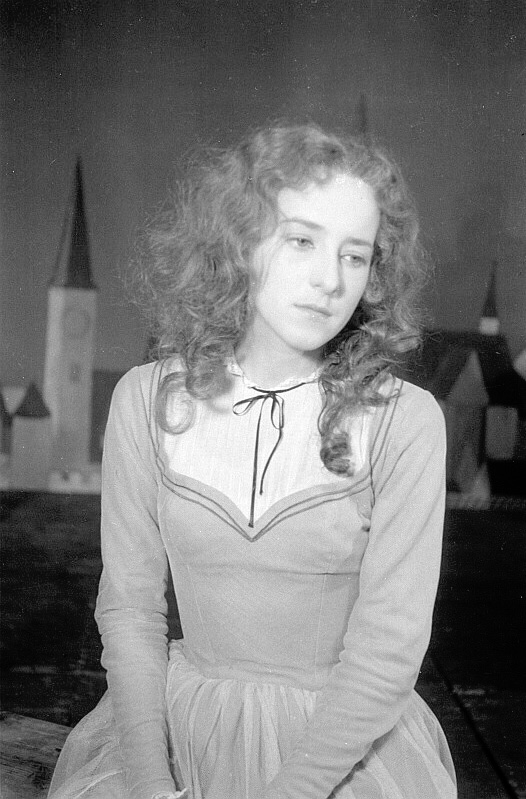
Joana Maria Gorvin als Gretchen in Urfaust in Berlin-Zehlendorf, Jürgen-Fehling-Theater-Gesellschaft (1945)

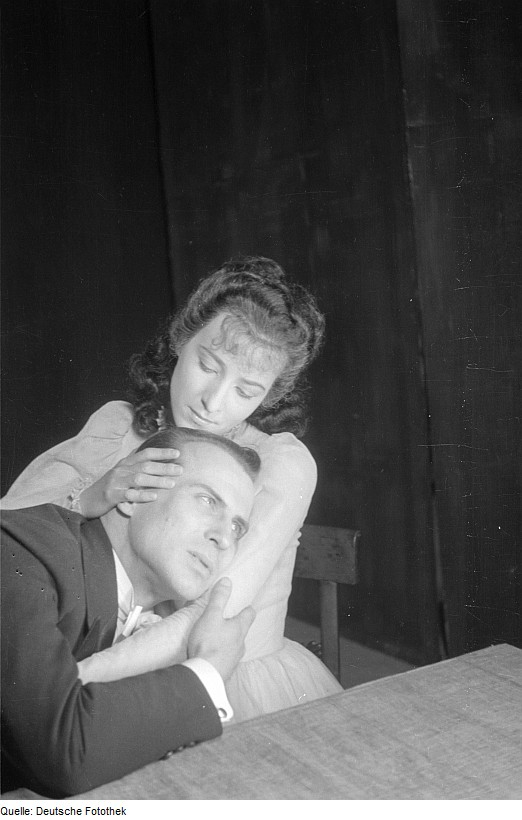
Mit Ernst Wilhelm Borchert in "Das Grabmal des unbekannten Soldaten" von Paul Raynal am Jürgen-Fehling-Theater in Berlin-Zehlendorf

Joana Maria Gorvin (Geburtsname Gerda Maria Glückselig, * 30. September 1918 in Hermannstadt, Siebenbürgen, Österreich-Ungarn; † 2. September 1993 in Klosterneuburg, Niederösterreich) war eine deutsche Schauspielerin (Theater und Film) sowie Hörspielsprecherin.

## Herkunft und Ausbildung
Gerda Glückseligs Eltern stammten aus der multiethnischen k.u.k. Monarchie. Ihr Vater Karl Max Glückselig war der Sohn der Pianistin Emma Glückselig, geb. Nossek (1862–1945). Er stammte aus dem Böhmischen, war römisch-katholisch getauft und Sparkassenbeamter, Musikpädagoge und Chorleiter. 1903 war er in Hermannstadt zum lutherischen Glauben übergetreten. Ihre Mutter war die rumänische griechisch-orthodoxe Sängerin und Gesangslehrerin Maria Valeria Popescu, die kurz vor der Hochzeit in die evangelische Kirche eingetreten war. Deren Vater Aurel Popescu betrieb zusammen mit seinem Bruder, dem Albina-Bankbeamten und Schriftsteller Teodor Romulus Popescu (1882–1979) auf dem Kleinen Ring 10 und 14 nahe der Lügenbrücke ein Hemden- und ein Schnittwarengeschäft. 
Gerda Glückselig besuchte das evangelische Mädchenlyzeums in der Seilergasse. Insbesondere die Freundschaft mit ihrer Mitschülerin Brigitte Csaki-Möckel wurde zu einer Lebensfreundschaft. Mit Brigitte und ihrer Familie verbrachte "Pitzu", wie sie genannt wurde, seit den 1950er Jahren viele Sommerurlaube auf Ägina, wo sie ein Nachbargrundstück neben den Csakis erworben hatte. 1938 ging sie nach ihrem Abitur nach Berlin. Dort absolvierte sie die Schauspielschule des Berliner Staatstheaters bei Gustaf Gründgens. Noch während ihrer Ausbildung änderte sie, wie später auch ihr Bruder, auf anraten von Gründgens ihren Namen in Gorvin. Gründgens befürchtete, dass ihr Familienname Glückselig zu antisemitischen Anfeindungen führen werde. Ihr Bruder war Carl Gorvin, bürgerlich Karl Egon Glückselig (1912–1991), Dirigent und Generalmusikdirektor in Hannover, genannt "Purschi".

## Karriere
Sie machte sich vier Jahre jünger und gab ihr Geburtsjahr mit 1922 an. Im Jahr 1940 debütierte sie in Potsdam und änderte ihren Vornamen in Joana. Bereits ab 1943 war sie auf Empfehlung von Jürgen Fehling Mitglied des Gründgens-Ensemble des Berliner Staatstheaters am Gendarmenmarkt, von wo aus ihre umjubelte Theaterkarriere ihren Lauf nahm. Sie wirkte außerdem als Hörspielsprecherin, so beim Bayerischen Rundfunk 1951 in einer der damals bekanntesten Funknovellen unter der Regie von Kurt Wilhelm. 1954 glänzte sie in der Titelrolle in Ich denke oft an Piroschka. 1963 wirkte sie unter der Regie von Heinz-Günter Stamm ebenfalls beim BR in Die Kameliendame in der Hauptrolle der Marguerite Gautier. Ihre Partner waren unter anderem Klausjürgen Wussow, Eberhard Müller-Elmau und Horst Tappert.
Im Jahr 1955 erhielt Gorvin auf ihr Ersuchen die österreichische Staatsbürgerschaft und lebte in Klosterneuburg. Ab 1968, nach dem Tod ihres ersten Ehemannes Jürgen Fehling, verwaltete sie dessen Archiv. Seit 1971 war sie in zweiter Ehe mit dem Juristen und österreichisch-amerikanischen Großkaufmann Maximilian B. Bauer (1910–2003) verheiratet. Seit 1978 trat sie mehrfach bei den Salzburger Festspielen als Glaube im Jedermann auf. Ihre letzte Rolle hatte sie 1992/93 in Botho Strauß’ Stück Schlußchor.
Joanna Maria Gorvin starb kurz vor ihrem 71. Geburtstag (de facto der 75ste) in Klosterneuburg an einer Gehirnblutung und wurde ihrem Wunsch gemäß in Berlin beigesetzt. Ihr Grab befindet sich auf dem Waldfriedhof Dahlem. Die Grabplatte aus schwarzem Granit trägt die lateinische Inschrift Quod mortale fuit hic situm est (Was sterblich war, liegt hier).
Gorvins Ehemann stiftete 1995 den Joana-Maria-Gorvin-Preis. Er wird seither alle fünf Jahre von der Akademie der Künste (Berlin) vergeben und ist mit 25.000 Euro dotiert.

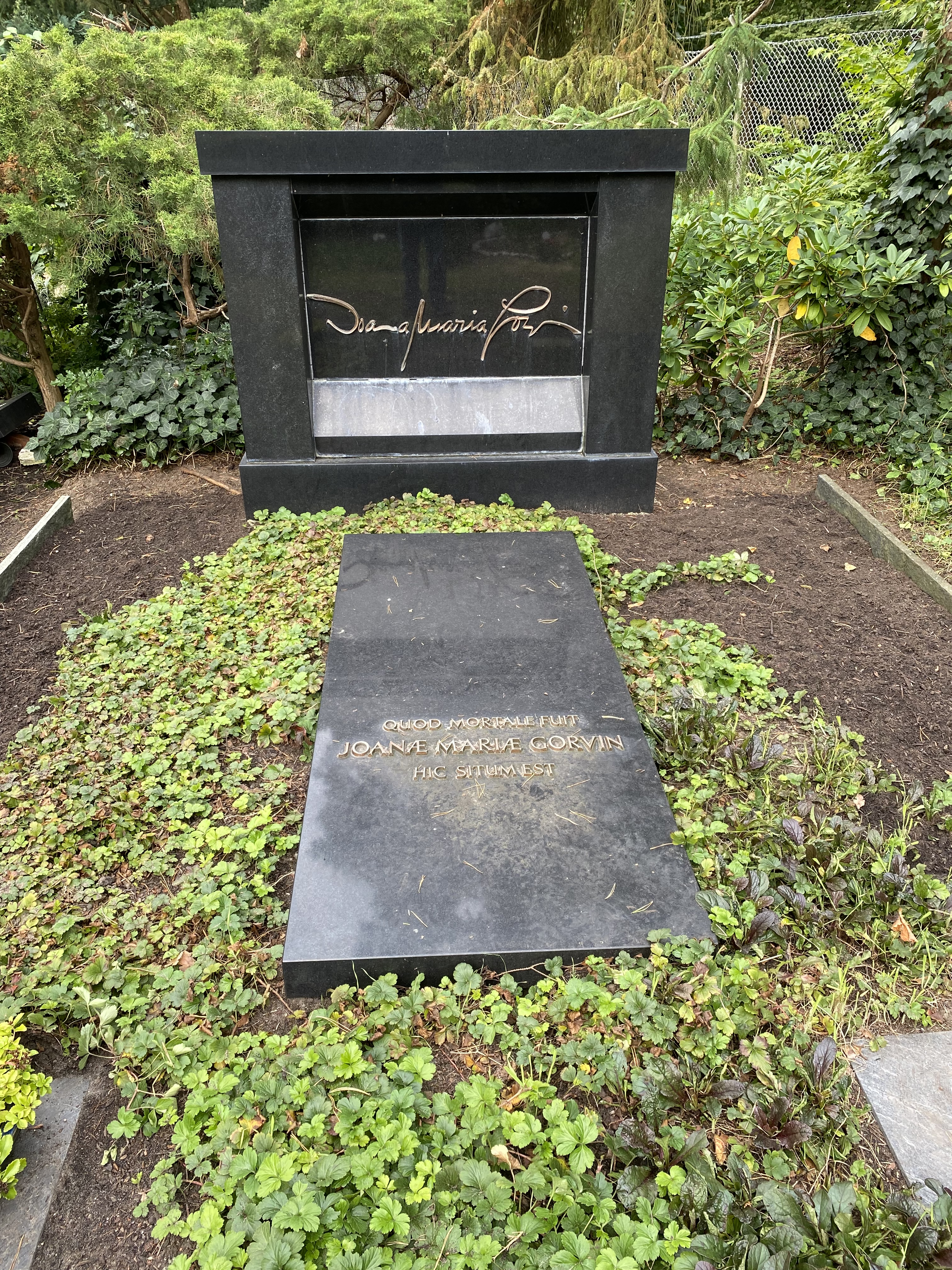
Grabstätte (Feld 011-136)

## Theaterstücke
- 1945: Urfaust
- 1978: Jedermann, Salzburger Festspiele
- 1989: Elena und Robert von Gundi Ellert (1987), München
- 1992/93: Schlußchor von Botho Strauß

## Filmografie
- 1948: Der Apfel ist ab
- 1949: Tragödie einer Leidenschaft
- 1953: Karl III. und Anna von Österreich (TV)
- 1962: Antigone (TV)
- 1964: Don Gil von den grünen Hosen (TV)
- 1964: Totentanz (TV)
- 1966: Trauer muß Elektra tragen (TV)
- 1967: Phädra (TV)
- 1978: Haus der Frauen (TV)
- 1979: Derrick (TV-Serie, Folge 65 Karo As)
- 1983: Katzenspiel (TV)
- 1986: Lieber Arthur (TV)
- 1988: Chimären – Fiktion und Wirklichkeit (TV)
- 1993: Schlußchor (TV)

## Ehrungen
- Verdienstorden der Bundesrepublik Deutschland, Verdienstkreuz 1. Klasse (1974)
- Siebenbürgisch-Sächsischer Kulturpreis (1992)